# Balazé
Balazé (bret. Belezeg) – miejscowość i gmina we Francji, w regionie Bretania, w departamencie Ille-et-Vilaine.
Według danych na rok 1990 gminę zamieszkiwało 1711 osób, a gęstość zaludnienia wynosiła 47 osób/km² (wśród 1269 gmin Bretanii Balazé plasuje się na 367. miejscu pod względem liczby ludności, natomiast pod względem powierzchni na miejscu 182.).